# Canal de Saint-Marc
Pour les articles homonymes, voir Saint-Marc.

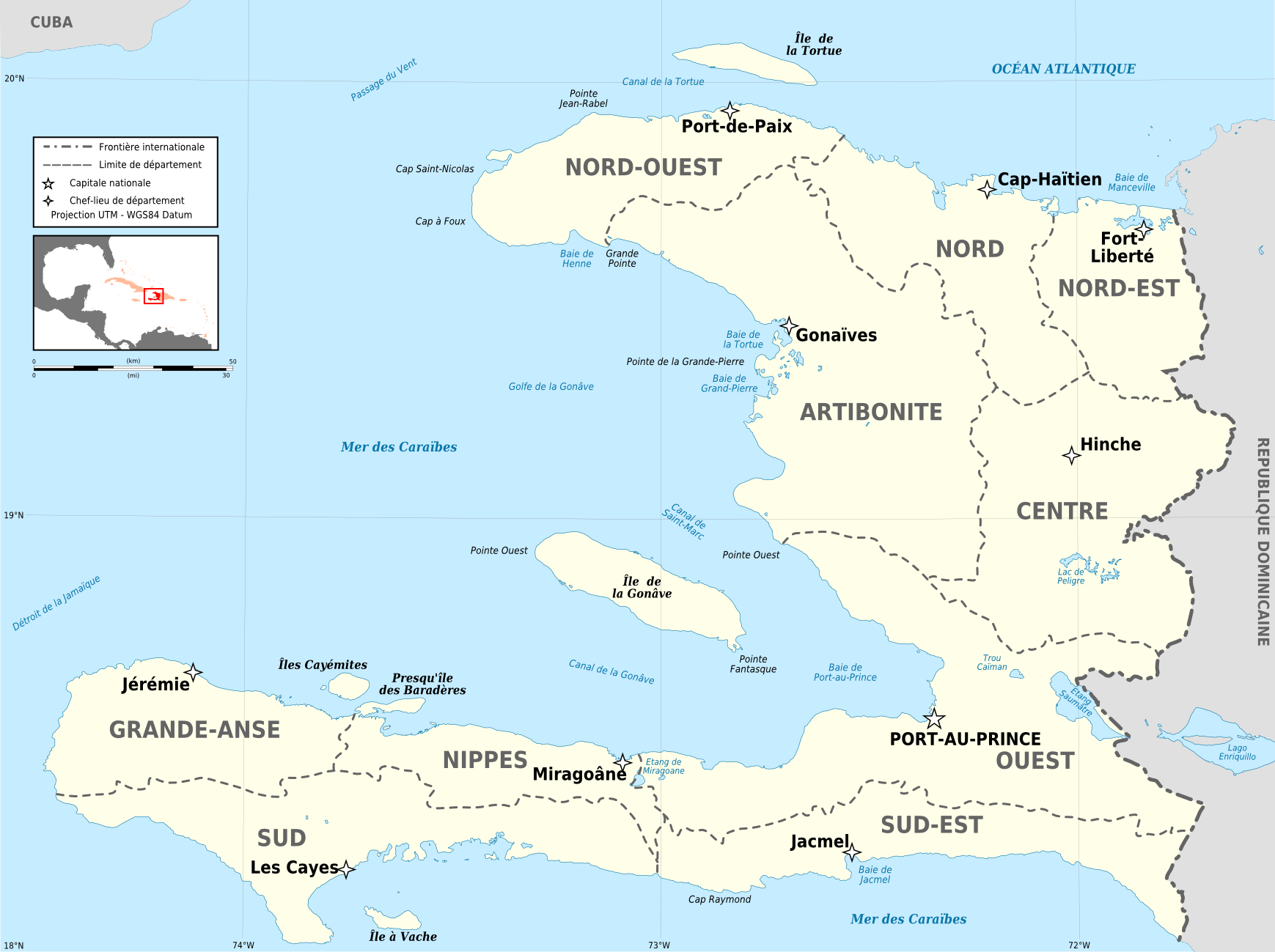

Le canal de Saint-Marc est un bras de mer d'une quinzaine de kilomètres de large situé au large de Haïti, qui sépare la presqu'île du Nord-Ouest de l'île de la Gonâve, dans le golfe de la Gonâve, pour aboutir à l'Est dans le baie de Port-au-Prince.
Il est nommé d'après la ville de Saint-Marc.